# Мелінда Шанкар
Мелінда Шанкар (англ. Melinda Shankar, нар. 18 лютого 1992) — індо-гаянська канадська акторка, відома по ролі Еллі Бхандарі з восьмого сезону Деграссі: Наступне покоління та Індіри «Інді» Мехти у т/с Як бути Інді.

## Біографія
Шанкар — індійського походження, але має корені з Гаяни, Південна Америка, вона визначає себе як «канадка південно-американського походження». Народилася і виросла в Оттаві, Канада, проживає в Торонто. Має сестер Мелісу, Мелані та брата Майкла Шанкара.
Почала акторську кар'єру у 10 років, з'являлася в телевізійних рекламних роликах, друкованій рекламі та театральній роботі.
Шанкар грає Еллі Бхандарі в т/с Деграссі. Також грає головну роль в телесеріалі на YTV — Як бути Інді — Індіри.  

## Фільмографія
| Рік          | Назва                         | Роль          | Примітки     |
| ------------ | ----------------------------- | ------------- | ------------ |
| 2008–дотепер | Деграссі: Наступне покоління  | Еллі Бхандарі | Головна роль |
| 2009–12      | Як бути Інді                  | Інді Мета     | Головна роль |
| 2010         | Шпигун Гаррієт: Блогові війни | Женні Гібз    | Телефільм    |
| 2010         | Фестиваль вогнів              | Решма         | Головна роль |